# Слатінка-над-Бебравою
Слатінка-над-Бебравою — село в окрузі Бановці-над-Бебравою Банськобистрицького краю Словаччини. Станом на грудень 2015 року в селі проживало 185 людей.

## Населення
| Рік:            | 1994. | 2004.    | 2014.    | 2024.   |
| --------------- | ----- | -------- | -------- | ------- |
| Кількість осіб: | 252   | 216      | 191      | 196     |
| Різниця:        |       | -14,28 % | -11,57 % | +2,61 % |

| Рік:            | 2023. | 2024.   |
| --------------- | ----- | ------- |
| Кількість осіб: | 204   | 196     |
| Різниця:        |       | -3,92 % |